# Tüp
Tiup (ryska: Тюп) är en distriktshuvudort i Kirgizistan. Den ligger i oblastet Ysyk-Köl Oblusu, i den östra delen av landet, 300 km öster om huvudstaden Bisjkek. Tiup ligger 1 629 meter över havet och antalet invånare är 13 437.
Terrängen runt Tiup är platt åt sydväst, men åt nordost är den kuperad. Runt Tiup är det mycket glesbefolkat, med 6 invånare per kvadratkilometer. Tiup är det största samhället i trakten. Trakten runt Tiup består i huvudsak av gräsmarker.